# Sistema de solución de controversias del Mercosur
El Sistema de solución de controversias del Mercosur está formado por los procedimientos e instituciones establecidos para resolver los conflictos de tipo supranacional que se producen en el ámbito del Mercosur y de la Comunidad Andina. 

## Historia
En 1991 se contempló en el Anexo III la necesidad de contar con un sistema de resolución de controversias. Como consecuencia, pocos días después se firmó el Protocolo de Brasilia, organizando un sistema fundado en tribunales arbitrales ad hoc, es decir formados para cada litigio concreto.
Sin embargo este sistema no fue muy utilizado y la mayoría de las controversias fueron resueltas políticamente. Entre 1991-2002 se dictaron 10 laudos mediante este sistema.
En 1994, el Protocolo de Ouro Preto que constituyó legalmente el Mercosur y le dio si institucionalidad básica, le asignó a la recientemente creada Comisión de Comercio del Mercosur la facultad de resolver controversias en el marco de su competencia. La mayoría de los operadores económicos recurrieron a este procedimiento.
En el año 2000 el Consejo del Mercado Común creó un Grupo de Alto Nivel (GAN) para que estudie las dificultades del sistema de solución de controversias vigente y eventualmente elabore un proyecto. Sobre la base de ese proyecto se firmó en febrero de 2002 el Protocolo de Olivos para la Solución de Controversias, organizando un sistema que incluye un Tribunal Permanente de Revisión (TPRM) como instancia definitiva.
La Cumbre de Olivos en la que se creó el TPRM se realizó en el momento más crítico de la crisis económica de 2001/2002, con el fin de dar un apoyo especial a la Argentina y establecer para el Mercosur una nueva línea de acción orientada a darle mayor institucionalidad y permanencia.
El 18 de agosto de 2004 el Tribunal Permanente de Revisión del Mercosur quedó constituido y comenzó sus actividades instalando su sede en Asunción, Paraguay.

## Competencia

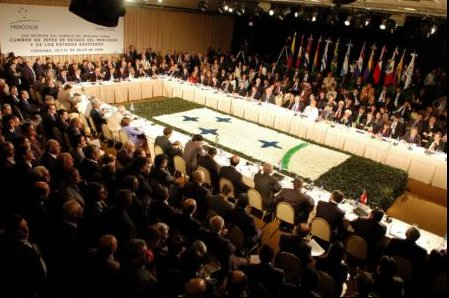
Cumbre del Mercosur, 2006.

El sistema de solución de controversias del Mercosur solo puede ser utilizado para resolver reclamos realizados contra los Estados miembros, por incumplimiento de las normas del Mercosur. Puede ser demandante, tanto un estado como un particular, aunque este último no puede acceder a la instancia arbitral y sus reclamos son canalizados por la Sección Nacional del Grupo Mercado Común del Estado parte donde el particular tenga su residencia habitual o la sede de sus negocios.

## Funcionamiento
El sistema de solución de controversias aprobado por el Protocolo de Olivos, tiene básicamente cuatro instancias:

### Procedimiento arbitral
El procedimiento de solución de controversias en el Mercosur está básicamente establecido mediante dos instancias de arbitraje. La primera instancia se realiza ante un Tribunal Arbitral Ad Hoc (TAHM) y la segunda instancia se realiza ante el Tribunal Permanente de Revisión del Mercosur (TPRM). Las partes pueden también obviar la primera instancia y recurrir directamente al TPRM (per saltum).

#### Tribunales Arbitrales Ad Hoc
Cuando un estado o un particular tiene un reclamo contra alguno de los Estados miembros del Mercosur, luego de presentar el reclamo en la Secretaría Permanente del Mercosur (SPM), se forma un Tribunal Arbitral Ad Hoc integrado por tres árbitros.
Para formar el Tribunal Ad Hoc cada parte elige un árbitro de una la lista permanente compuesta de 12 juristas de cada uno de los países miembros. 
El tercer árbitro, que se desempeñará también como presidente, no debe tener la nacionalidad de ninguno de los Estados miembro. Si no puede ser elegido  por común acuerdo de las partes, el mismo se establece por sorteo entre aquellos que integran una lista de árbitros no nacionales preestablecida Protocolo de Olivos para la Solución de Controversias, art. 11, inciso 2.
El procedimiento se realiza en las siguientes etapas:
- Presentación del reclamo y respuesta, por escrito
- Examen de las pruebas
- Los alegatos orales
- El laudo en un plazo no mayor de 60 días, prorrogable por 30 días más.

El Tribunal Ad Hoc tiene facultades para dictar medidas provisionales si hay presunciones fundadas de que el mantenimiento de la situación pueda ocasionar daños graves e irreparables.
El laudo es obligatorio para las partes, pero puede ser recurrido por cualquiera de ellas al Tribunal Permanente de Revisión del Mercosur, pero solo sobre cuestiones jurídicas, no pudiendo volverse a examinar los hechos ni aportar nuevas pruebas.

#### Tribunal Permanente de Revisión del Mercosur
El Tribunal Permanente de Revisión del Mercosur (TPRM) puede intervenir directamente en primera instancia, si las partes están de acuerdo en recurrir directamente a él. Este mecanismo se denomina "per saltum" (por salto). En este caso el TPRM actúa examinando la totalidad del problema, incluyendo los hechos, las pruebas y los argumentos jurídicos.
Si las partes llegan al TPRM, luego de que exista un laudo dictado por un Tribunal Arbitral Ad Hoc cuestionado por alguna de ellas, el Tribunal solo analiza las cuestiones jurídicas para verificar si existen errores en el laudo.
El laudo que dicta Tribunal Permanente de Revisión del Mercosur es obligatorio y definitivo.

### Intervención del Grupo Mercado Común
Sin perjuicio del procedimiento arbitral, cuando las partes son dos estados, pueden también presentar el caso ante el Grupo Mercado Común. En este caso el GMC puede realizar recomendaciones a las partes en conflicto con el fin de que resuelvan la diferencia.